# Robert Budi Hartono

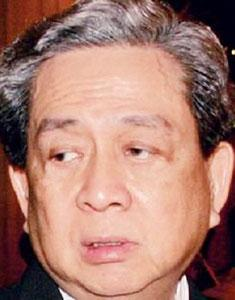
Robert Budi Hartono

Robert Budi Hartono (* 1940 in Indonesien) ist ein indonesischer Unternehmer chinesischer Herkunft. Nach der Forbes-Magazine-Liste von 2018 ist er mit einem Gesamtvermögen von geschätzten 17,4 Mrd. Dollar der reichste Mann Indonesiens.

## Leben
Hartono und sein Bruder Michael entstammen einer Familie chinesischer Herkunft. Nach Angaben des US-amerikanischen Forbes Magazine gehört Hartono zu den reichsten Indonesiern. Sein Vermögen verdiente er mit seinen Unternehmen in der Tabakwarenherstellung. Ihm gehört das Unternehmen Djarum, das Zigarren herstellt. und er hält Anteile am Tabakwarenhersteller Sampoerna. Zudem hält er an der Bank Central Asia Anteile, die er von dem Unternehmer Sudono Salim erwarb.  Hartono ist verheiratet und hat drei Kinder.